# Leucauge profundifoveata
Leucauge profundifoveata este o specie de păianjeni din genul Leucauge, familia Tetragnathidae, descrisă de Strand, 1906. Conform Catalogue of Life specia Leucauge profundifoveata nu are subspecii cunoscute.